# Teresa Teng
Teresa Teng, egentligen Teng Lichun eller Teng Lijun (traditionell kinesiska:鄧麗君, förenklad kinesiska: 邓丽君, pinyin: Dèng Lìjūn), född 29 januari 1953, död 8 maj 1995, var en taiwanesisk sångerska. Hon har haft stort inflytande på sydost- och ostasiatisk musik i allmänhet, och på C-pop och Kantopop i synnerhet.
Teng avled i ett astmaanfall under en semesterresa i Thailand, 42 år gammal. Hon var en av Öst- och Sydöstasiens populäraste C-pop- och kantopopartister.